# Dirt Fox
Dirt Fox (ダートフォックス Daato Fokkusu) è un videogioco arcade di corse pubblicato da Namco nel 1989 solo in Giappone.